# Williams FW25
Chronologie des modèles (2003)
Williams FW24 Williams FW26
La Williams FW25 est la monoplace de Formule 1 engagée par l'écurie Williams F1 Team, lors de la saison 2003 de Formule 1. Elle est pilotée par le Colombien Juan Pablo Montoya qui entame sa troisième saison au sein de l'écurie britannique et l'Allemand Ralf Schumacher dont c'est la cinquième année de collaboration avec Williams. Les pilotes essayeurs sont le Brésilien Antônio Pizzonia, le Chinois Ho-Pin Tung et l'Espagnol Marc Gené, qui remplacera Schumacher pour une course.

## Historique

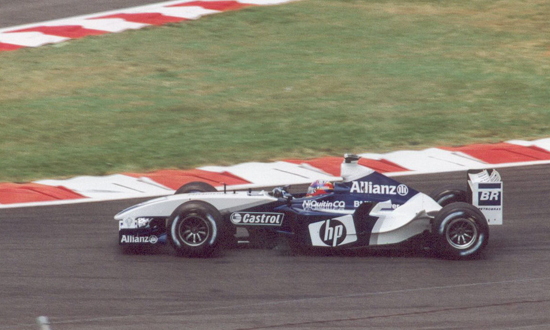
Juan Pablo Montoya au Grand Prix de France 2003.

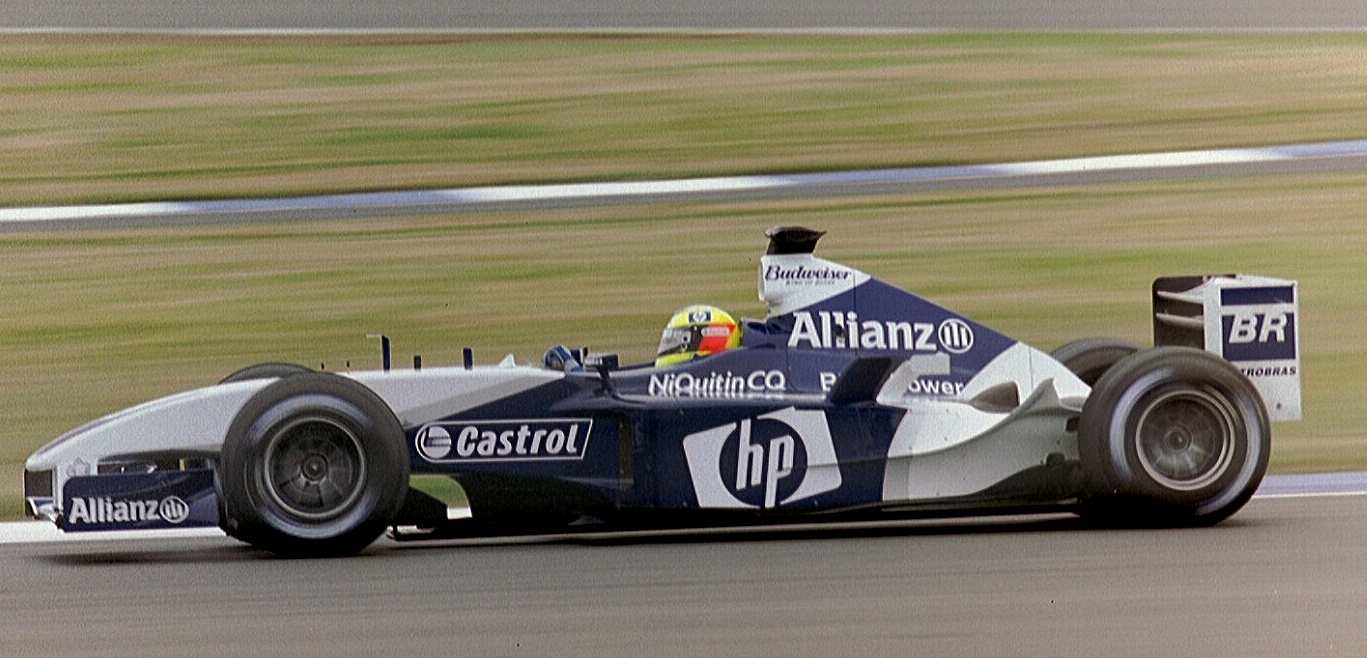
Ralf Schumacher à bord de la Williams FW25 au Grand Prix de Grande-Bretagne 2003.

Le premier Grand Prix de la saison, disputé en Australie, se solde par une deuxième place de Montoya et d'une huitième place pour Schumacher. Malgré ces résultats prometteurs, l'écurie réalise un début de saison en demi-teinte, Schumacher terminant dans les points à chaque Grand Prix et Montoya devant faire face à des problèmes de fiabilité et des accidents en course, le Colombien ne ralliant l'arrivée dans les points seulement deux fois en cinq courses.
Il faut attendre le septième Grand Prix de la saison, disputé à Monaco, pour voir Williams à leur meilleur niveau, Schumacher signant la pole position et Montoya remportant la course,. Au Grand Prix du Canada, Schumacher et Montoya se classent respectivement deuxième et troisième après s'être tous deux élancés de la première ligne, le pilote allemand ayant signé une deuxième pole position consécutive,.
Le retour en Europe est très bénéfique pour Williams qui signe deux doublés au Grand Prix d'Europe et au Grand Prix de France, Schumacher signant les deux dernières victoires de sa carrière. Après trois deuxièmes places consécutives, Juan Pablo Montoya remporte le Grand Prix d'Allemagne où il s'est élancé de la pole position et a signé le meilleur tour en course, réalisant l'unique hat-trick de sa carrière.
Lors des deux manches suivantes, le Colombien termine à chaque fois sur le podium alors qu'en Italie, Schumacher, souffrant, laisse sa place au pilote essayeur Marc Gené qui termine cinquième de l'épreuve. À l'issue de ce Grand Prix, Williams mène le championnat des constructeurs et Montoya est à trois points de Michael Schumacher pour le titre de champion du monde.
Les deux dernières manches de la saison sont pourtant difficiles pour l'écurie britannique : Montoya termine sixième du Grand Prix des États-Unis et abandonne au neuvième tour du Grand Prix du Japon à la suite d'un problème hydraulique alors qu'il était en tête de la course, tandis que Ralf Schumacher abandonne lors de ces deux courses,.
À la fin de la saison, l'écurie Williams termine deuxième du championnat des constructeurs avec 144 points. Juan Pablo Montoya se classe troisième du championnat des pilotes avec 82 points et Ralf Schumacher prend la cinquième place avec 58 points.

## Résultats en championnat du monde de Formule 1

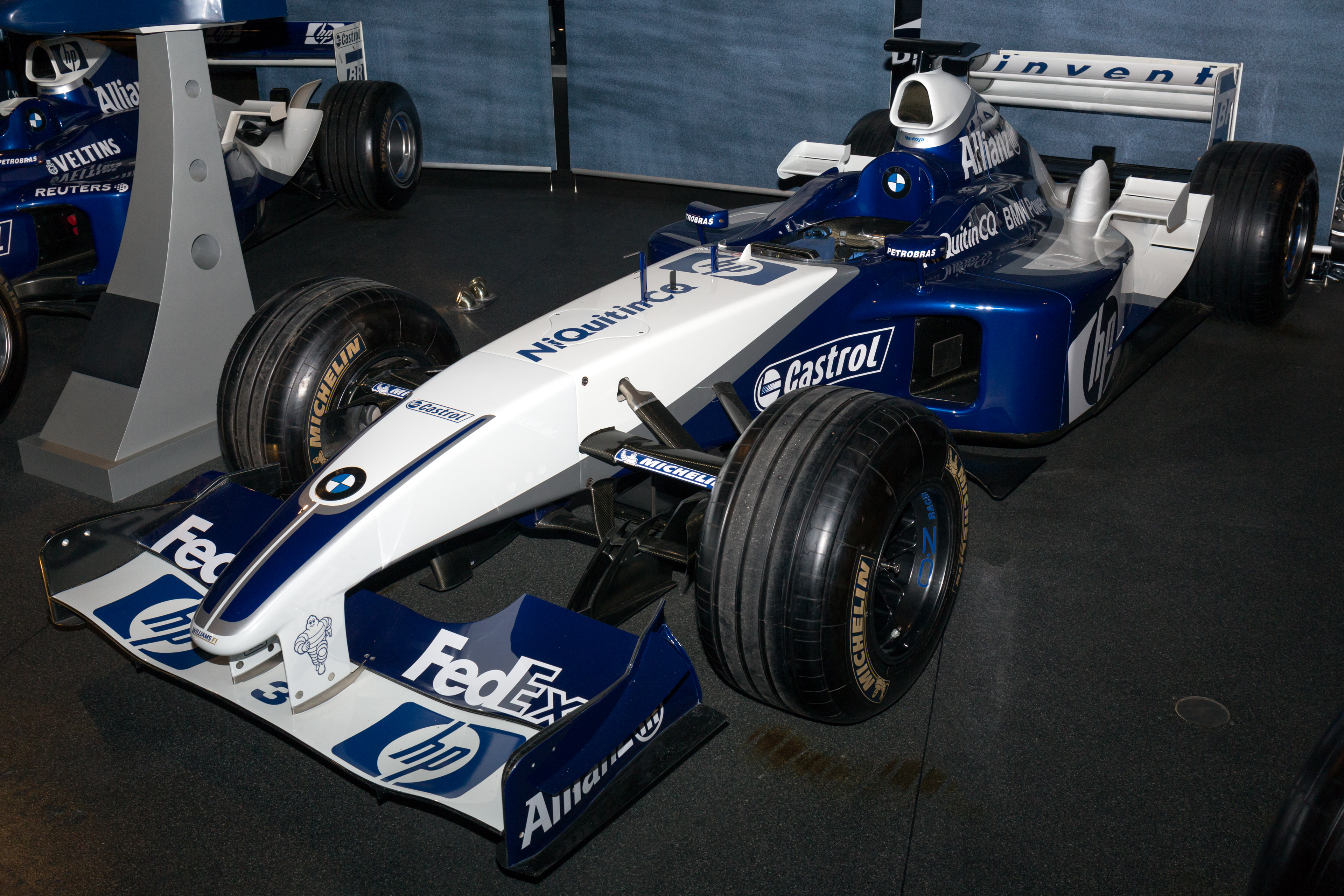
La Williams FW25 de Juan Pablo Montoya exposée au Williams Conference Centre en 2017.

| Saison | Écurie               | Moteur        | Pneus    | Pilotes            | Courses | Courses | Courses | Courses | Courses | Courses | Courses | Courses | Courses | Courses | Courses | Courses | Courses | Courses | Courses | Courses | Points inscrits | Classement |
| Saison | Écurie               | Moteur        | Pneus    | Pilotes            | 1       | 2       | 3       | 4       | 5       | 6       | 7       | 8       | 9       | 10      | 11      | 12      | 13      | 14      | 15      | 16      | Points inscrits | Classement |
| ------ | -------------------- | ------------- | -------- | ------------------ | ------- | ------- | ------- | ------- | ------- | ------- | ------- | ------- | ------- | ------- | ------- | ------- | ------- | ------- | ------- | ------- | --------------- | ---------- |
| 2003   | BMW Williams F1 Team | BMW P83-5 V10 | Michelin |                    | AUS     | MAL     | BRÉ     | SMR     | ESP     | AUT     | MON     | CAN     | EUR     | FRA     | GBR     | ALL     | HON     | ITA     | USA     | JAP     | 144             | 2e         |
| 2003   | BMW Williams F1 Team | BMW P83-5 V10 | Michelin | Juan Pablo Montoya | 2e      | 12e     | Abd     | 7e      | 4e      | Abd     | 1er     | 3e      | 2e      | 2e      | 2e      | 1er     | 3e      | 2e      | 6e      | Abd     | 144             | 2e         |
| 2003   | BMW Williams F1 Team | BMW P83-5 V10 | Michelin | Ralf Schumacher    | 8e      | 4e      | 7e      | 4e      | 5e      | 6e      | 4e      | 2e      | 1er     | 1er     | 9e      | Abd     | 4e      |         | Abd     | Abd     | 144             | 2e         |
| 2003   | BMW Williams F1 Team | BMW P83-5 V10 | Michelin | Marc Gené          |         |         |         |         |         |         |         |         |         |         |         |         |         | 5e      |         |         | 144             | 2e         |

Légende : ici 